# Adalet Ağaoğlu
Pour les articles homonymes, voir Ağaoğlu.
Adalet Ağaoğlu (prononcer [a.da:.lɛt ɑ:.a.o:'ɫu], née en 1929 à Nallıhan et morte le 14 juillet 2020 à Istanbul) est une femme de lettres turque. Elle est considérée comme une auteure turque majeure du XXe siècle,.

## Biographie
Née en Anatolie centrale, Adalet Ağaoğlu effectue des études en langue et littérature française à la Faculté de langues, d'histoire et de géographie de l'université d'Ankara. Son parcours professionnel commence ensuite à la radio d'Ankara. Elle y est notamment chargée du théâtre radiophonique. En 1946, elle devient critique de théâtre dans un quotidien, Ulus. À partir de 1948, sa poésie est publiée dans des revues littéraires. 
En 1964, à la création de la Türkiye Radyo Televizyon Kurumu (TRT) Radio-télévision de Turquie, elle se voit proposer le poste de responsable des programmes. En 1971, elle quitte la TRT pour se consacrer à ses œuvres littéraires (romans, nouvelles, essais, etc.) et au théâtre comme dramaturge.
En 1995, elle se voit décerner le grand prix de la culture et des arts de la présidence de la République de Turquie.
Lors des législatives de 2015, elle se déclare proche du Parti démocratique des peuples.

## Principales œuvres

### Pièces de théâtre
- Yașamak [Vivre] (1955)
- Evcilik Oyunu [Le Jeu de la maison] (1964)

### Romans
- Ölmeye Yatmak (1973) Publié en français sous le titre Se coucher pour mourir, traduit par François Skvor, Levallois-Perret, Turquoise éditions, coll. « Écriturques », 2014  (ISBN 978-2-918823-06-3)
- Bir Düğün Gecesi [Une nuit de noces] (1979)
- Ruh üs̜ümesi [Hauteur de vue] (1991)
- Yaz sonu [Fin d'été] (1996)
- Romantik bir Viyana yazı [Un romantique policier viennois] (1997)

### Recueils de nouvelles
- Yüksek gerilim [Haute Tension] (1984)

### Anthologie de nouvelles parue en français
- Le Premier Bruit du silence, recueil de sept nouvelles traduit par Madeleine Zicavo, éditions Empreinte temps présent, coll. « Littérature », 2010  (ISBN 978-2-35614-029-6)